# Papagomys armandvillei
Papagomys armandvillei е вид бозайник от семейство Мишкови (Muridae). Видът е почти застрашен от изчезване.

## Разпространение
Разпространен е в Индонезия.